# 무엇을 할 것인가?

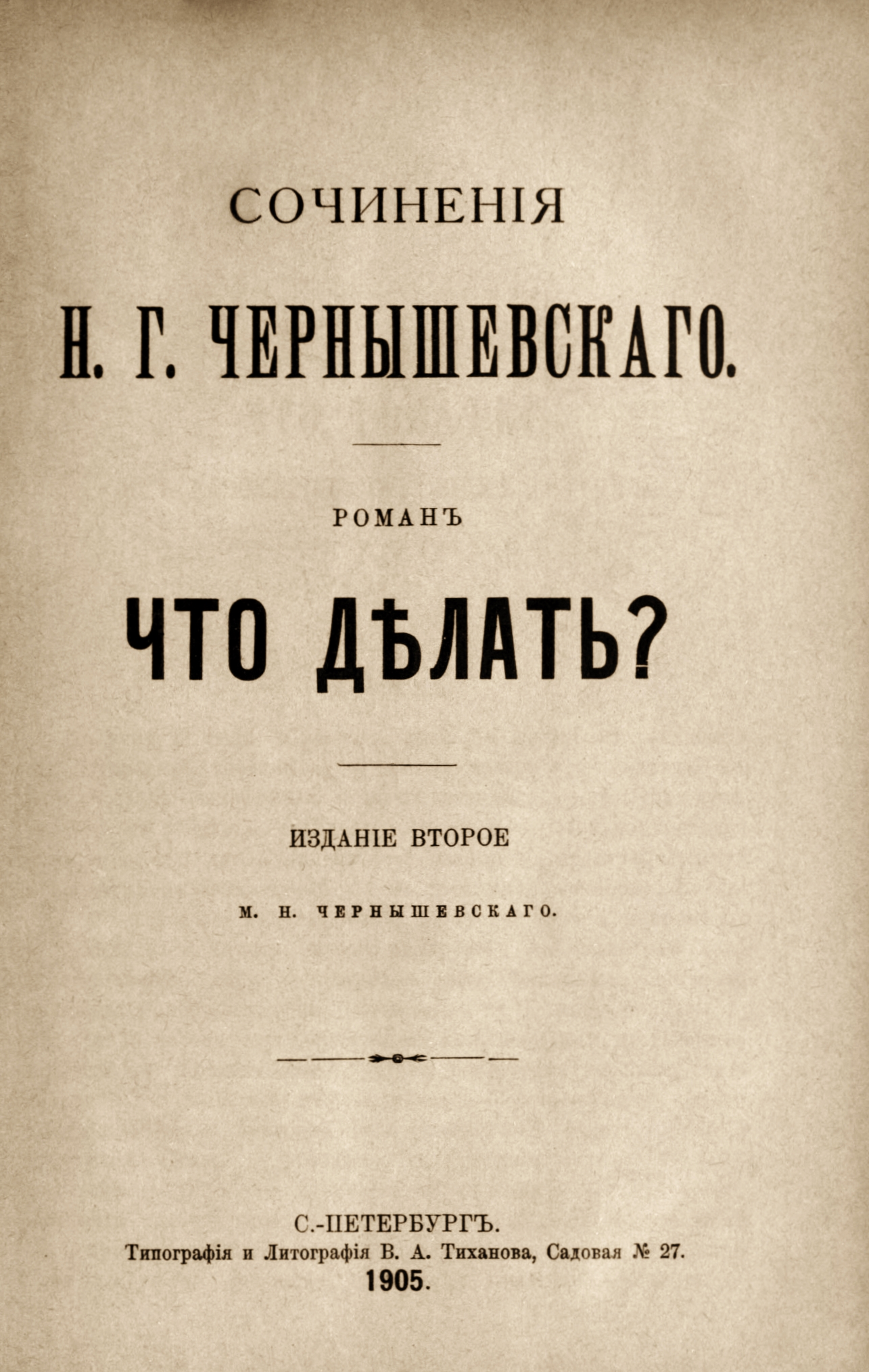

《무엇을 할 것인가?》(러시아어: Что Делать?)는 러시아의 철학자, 언론인, 문학평론가 니콜라이 체르니솁스키가 쓴 1863년 소설이다. 하나의 혁명적 선전으로 당대의 급진적인 젊은 독자들과 후대의 혁명가들에게 지침이 되었던 작품이다. 《무엇을 할 것인가?》는 베라 파블로브나라는 젊고 똑똑한 중산층 계급의 여자가 잡계급(разночинцы) 지식인 출신의 로푸호프와 그의 친구 키르사노프를 만나 지적, 사회적, 혁명적으로 성숙해 가는 성장소설로, 꿈같은 이상향을 만들기 위해 무엇을 어떻게 해야 하는지를 구체적으로 가르쳐 준다.

## 내용
누구나 열심히 일하고 사이좋게 이익을 분배해서 모두가 잘살게 되는 사회. 모두가 자기가 하고 싶은 일을 하며 영원한 봄과 여름, 그리고 영원한 기쁨을 누리는 사회. 이런 꿈같은 이상향을 만들기 위해서는 어떻게 해야 하는지를 구체적으로 가르쳐 주는 작품이다. 레닌이 러시아 혁명을 결심하게 만든 혁명가의 필독서다.
인간 본성이 선한지 악한지에 대한 논의는 아주 오래전부터 계속되어 왔다. 서양에서는 소크라테스나 루소가, 동양에서는 공자나 맹자가 인간의 본성은 지극히 선하며, 그 선은 타고나는 것이라 주장했다. 한마디로 인간은 생득적인 착한 성품을 지니고 태어나며, 인간이 악해지는 이유는 환경 때문이라는 것이다. 이와 똑같은 사고를 체르니솁스키의 작품 《무엇을 할 것인가?》에서도 발견할 수 있다. 체르니솁스키는 인간 본성이 원래 선하며, 인간이 사악한 행위를 하는 것은 사회가 그에게 자신의 욕구와 능력을 만족시킬 기회를 주지 않았기 때문이라고 말한다. 따라서 사회가 개혁이 되어 배부르고 따스한 좋은 환경을 제공해 준다면 모두가 자신의 선한 본성으로 돌아가리라고 믿었다. 그는 낮은 차원에 머물고 있는 일반적인 민중이 쉽게 따라 할 수 있고, 그래서 ‘새로운 사람’이 될 수 있는 매뉴얼을 아주 자세하게 예를 들며 소개하기 위해 이 글을 썼다.
《무엇을 할 것인가?》는 베라 파블로브나라는 젊고 똑똑한 중산층 계급의 여자가 잡계급 지식인 출신의 로푸호프와 그의 친구 키르사노프를 만나 지적, 사회적, 혁명적으로 성숙해 가는 성장소설이다. 이 작품에서 그는 1860년대의 세대들에게 다가올 미래에 있을 유토피아적인 청사진을 보여 주었을 뿐만 아니라, 그 미래를 지상에 실현하기 위해 ‘지금’ 무엇을 할 것인가와 또 그 ‘무엇’이란 단기 목표를 어떻게 하면 성취할 수 있을 것인가를 등장인물인 ‘새로운 사람들’의 예를 통해 구체적으로 제시하고 있다. 또한 어떻게 살아야 할 것인가, 각각의 상황에서 무엇을 할 것인가 등의 커다란 목표에 대한 해답뿐만 아니라, 식생활, 의생활, 결혼 생활, 삼각관계, 이익 분배 등 개인적·사회적 차원의 제반 문제에 관한 해답이 상세히 제시되어 있다.
러시아 혁명의 시작부터 소비에트 정권이 붕괴할 때까지, 체르니솁스키는 혁명과 소비에트 정권의 상징이자 우상이었고, 1860년대 과격한 잡계급 출신의 인텔리겐치아들뿐만 아니라, 그 후의 모든 혁명가들과 소비에트 러시아의 엘리트들에게 찬양과 감탄의 대상이었다. 그들에게 《무엇을 할 것인가?》는 예술 작품이라기보다는 하나의 혁명적 선전이었고, 목표와 목표 달성을 위한 행동 지침서였다. 그것이 작가 체르니솁스키의 의도였으며, 당대 급진적인 젊은 독자들과 후대의 혁명가들도 작품 속 등장인물들을 자신의 모범으로 삼아 그들의 행동 방식과 사고방식을 모방하고자 노력했다.
18세기 이후 러시아 문학계를 주도한 귀족 작가들이 보여 주었던 ‘잉여 인간’의 전통을 확립한 카람진의 《카람진 단편집》, 이러한 ‘잉여 인간’에 반박하여 ‘새로운 사람’들의 이상적인 모습을 제시한 체르니솁스키의 《무엇을 할 것인가?》, 그리고 이 《무엇을 할 것인가?》의 이상주의를 신랄하게 비판한 도스토옙스키의 《지하생활자의 수기》을 함께 비교해서 읽어 보는 것도 색다른 즐거움이 될 것이다.